# كونيوسانيك كاتارزينا
كونيوسانيك كاتارزينا (بالبولندية: Katarzyna Kołodziejska) مواليد 10 يناير 1985 في البلنغ، بولندا، هي لاعبة كرة يد بولندية تلعب كجناح أيمن. مثلت منتخب بولندا لكرة اليد للسيدات.

## سجل المنافسة
شاركت في البطولات التالية:
- بطولة العالم لكرة اليد للسيدات 2013